# Ćele kula
Tour des crânes
Ćele kula (en serbe cyrillique : Ћеле Кула ; en turc : Kelle Kulesi) ou, en français, la Tour des crânes, est un monument lié au premier soulèvement serbe contre les Ottomans. Il se trouve à Niš, dans la municipalité de Medijana et dans le district de Nišava, en Serbie, sur la route reliant la ville à Sofia et à Constantinople. « Qu'ils laissent subsister ce monument ! Il apprendra à leurs enfants ce que vaut l'indépendance d'un peuple, en leur montrant à quel prix leurs pères l'ont payée » (Lamartine).
Ce monument est inscrit sur la liste des monuments culturels d'importance exceptionnelle de la république de Serbie (identifiant no SK 218),,,.

## Histoire

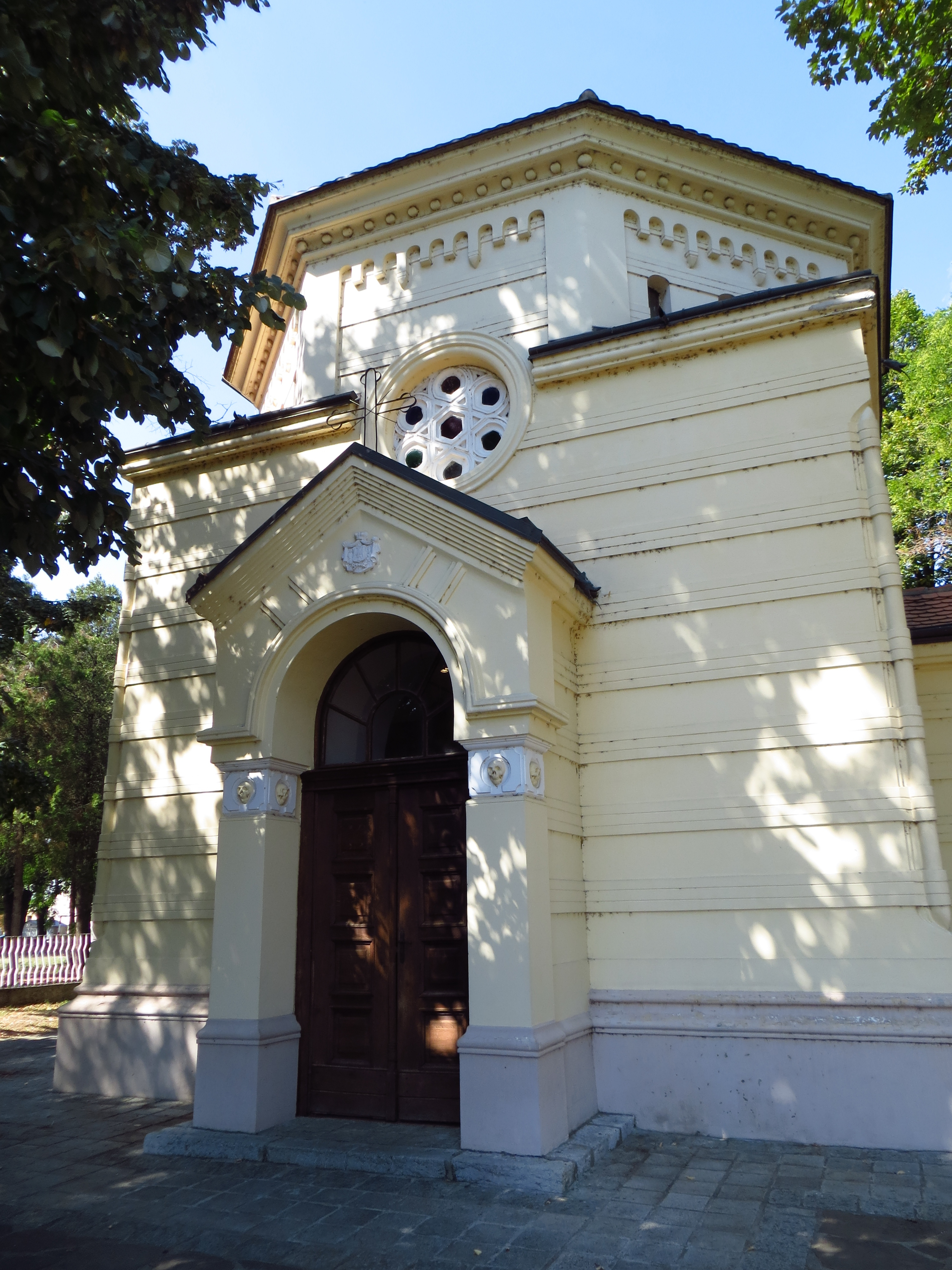
La chapelle qui abrite aujourd'hui la tour.

Lors de la bataille du mont Čegar, Stevan Sinđelić se trouvait retranché avec 3 000 hommes et une grande réserve de munitions. Les commandants Veljko Petrović et Petar Dobrnjac (en) s'étaient retirés avec leurs armées. Quand les Ottomans apprirent que ces deux chefs s'étaient retirés et que Sinđelić s'en trouvait ainsi affaibli, ils sortirent de Niš le 19 mai 1809 et marchèrent contre lui. Les Turcs lancèrent quatre attaques successives mais furent repoussés à chaque fois ; ils engagèrent alors toutes leurs forces dans un ultime assaut. Sinđelić, voyant la défaite proche, tira dans un baril de poudre qui se trouvait à côté de lui, faisant exploser sa réserve de munitions et tuant un grand nombre d’adversaires.
Khursit Pacha, qui commandait l’armée ottomane, fît élever une tour avec les crânes des soldats serbes tués au cours de la bataille, en signe d’avertissement pour tous les rebelles. Le crâne de Stevan Sinđelić fut placé au sommet de la tour. Les Serbes appelèrent cette tour Ćele Kula, la « tour des crânes ».
Dans son Voyage en Orient, au chapitre intitulé Notes pour la Servie, le poète français Alphonse de Lamartine rapporte qu'il est passé par Niš (qu'il appelle « Nissa ») en 1833 ; il a vu la tour et il a écrit : « Cette plaine avait été le champ de mort de ces généreux insurgés, et ce monument était leur sépulcre ; je saluai de l'œil et du cœur les restes de ces hommes héroïques, dont les têtes coupées sont devenues la borne de l'indépendance de leur patrie » ; il a ajouté ces mots : « Qu'ils [les Serbes] laissent subsister ce monument ! Il apprendra à leurs enfants ce que vaut l'indépendance d'un peuple, en leur montrant à quel prix leurs pères l'ont payée ».
En 1841, l'économiste français Adolphe Blanqui, qui visita Niš, décrit l'aspect du monument : « Avant d'entrer dans ces murs, nos yeux furent attristés à l'aspect d'un hideux monument tristement caractéristique de l'état social du pays. C'est une pyramide quadrangulaire tronquée, incrustée de trois ou quatre mille crânes de chrétiens serbes qui succombèrent dans un combat contre les Turcs en 1816, et dont le fanatisme musulman a fait, aux portes même de la ville, ce barbare trophée. Les quatre faces du monument sont recouvertes, comme une mosaïque, de plusieurs milliers de crânes scellés dans la muraille depuis le sol jusqu'au sommet. La piété des Bulgares en a déjà enlevé quelques centaines pour leur donner la sépulture ; mais il en reste encore un très grand nombre, auxquels tiennent des lambeaux de chevelures agitées par le vent. C'est une colonne triomphale de cannibales : il est impossible de n'être pas saisi d'horreur en la voyant. Je saluai respectueusement ces dépouilles de chrétiens morts pour la défense de leur patrie et de leur religion ; un jour viendra peut-être, où sur la place même qui supporte aujourd'hui leurs restes profanés, la Bulgarie émancipée élèvera un temple à leur mémoire. »
Le voyageur, botaniste, archéologue et ethnographe austro-hongrois Felix Kanitz (en) (1829-1904) a dessiné la tour dans son état de 1863.

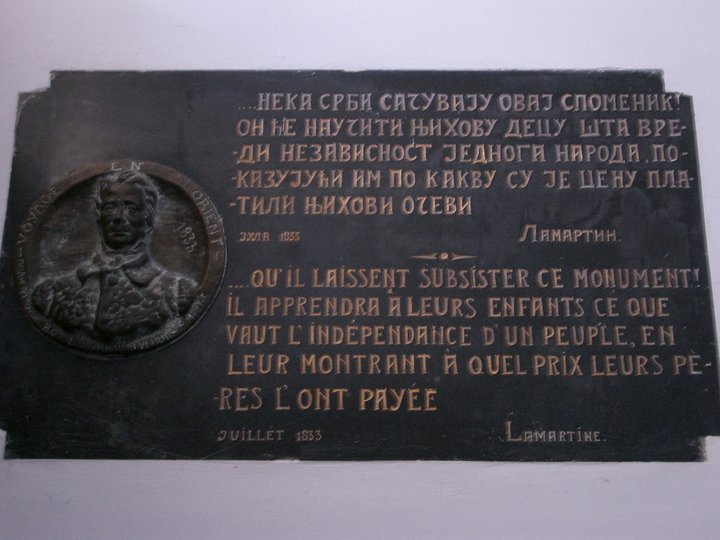
Alphonse de Lamartine
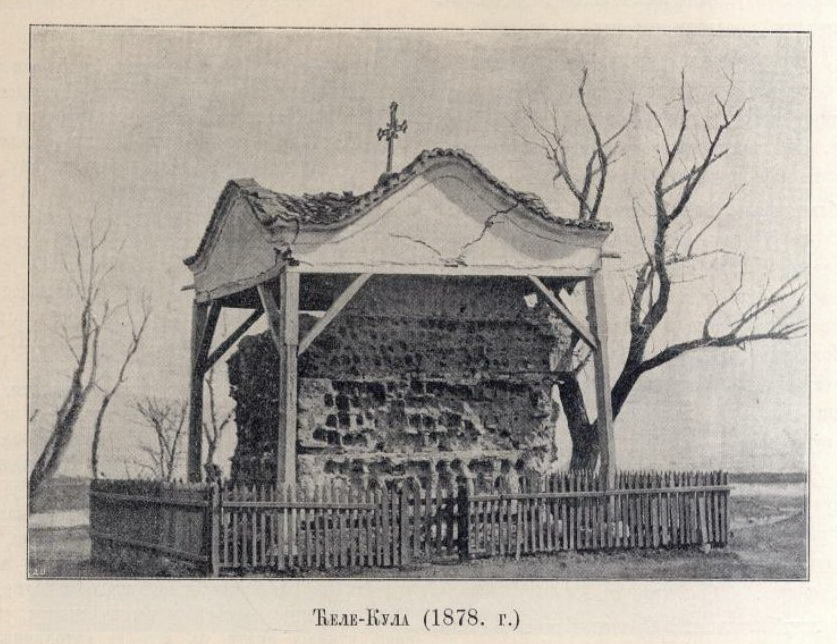
La tour des crânes en 1878.
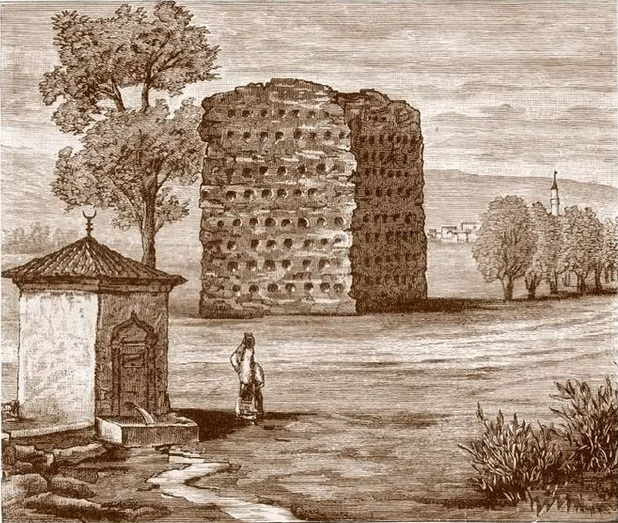
Dessin de la tour en 1863, par Felix Kanitz.

Jusqu'à la libération de Niš vis-à-vis de la domination ottomane en 1878, la tour est restée à l'air libre et s'est progressivement détériorée. En 1892, une chapelle a été construite pour l'abriter sur des plans de l'architecte Dimitrije T. Leko (1863-1914). Aujourd'hui, des 952 crânes intégrés dans la maçonnerie à l'origine, n'en subsistent plus que 58, dont celui de Sinđelić,.
En 1937, sur le parvis de la chapelle un monument avec un buste en bronze de Stevan Sinđelić et un relief représentant la bataille du mont Čegar a été dévoilé, œuvre du sculpteur Slavko Miletić,.
Le site est aujourd'hui géré par le Musée national de Niš.

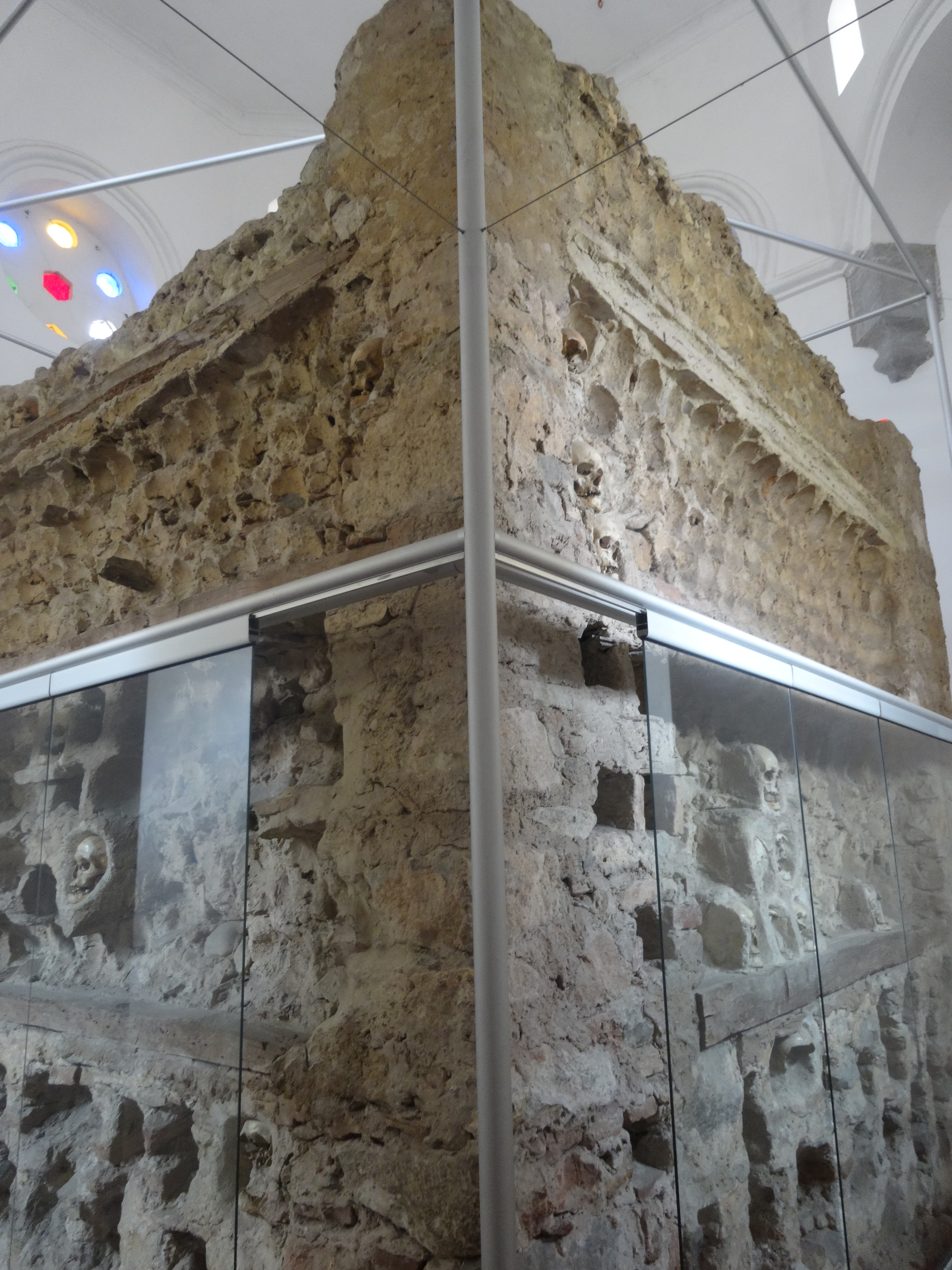
Vue d'ensemble de la tour.
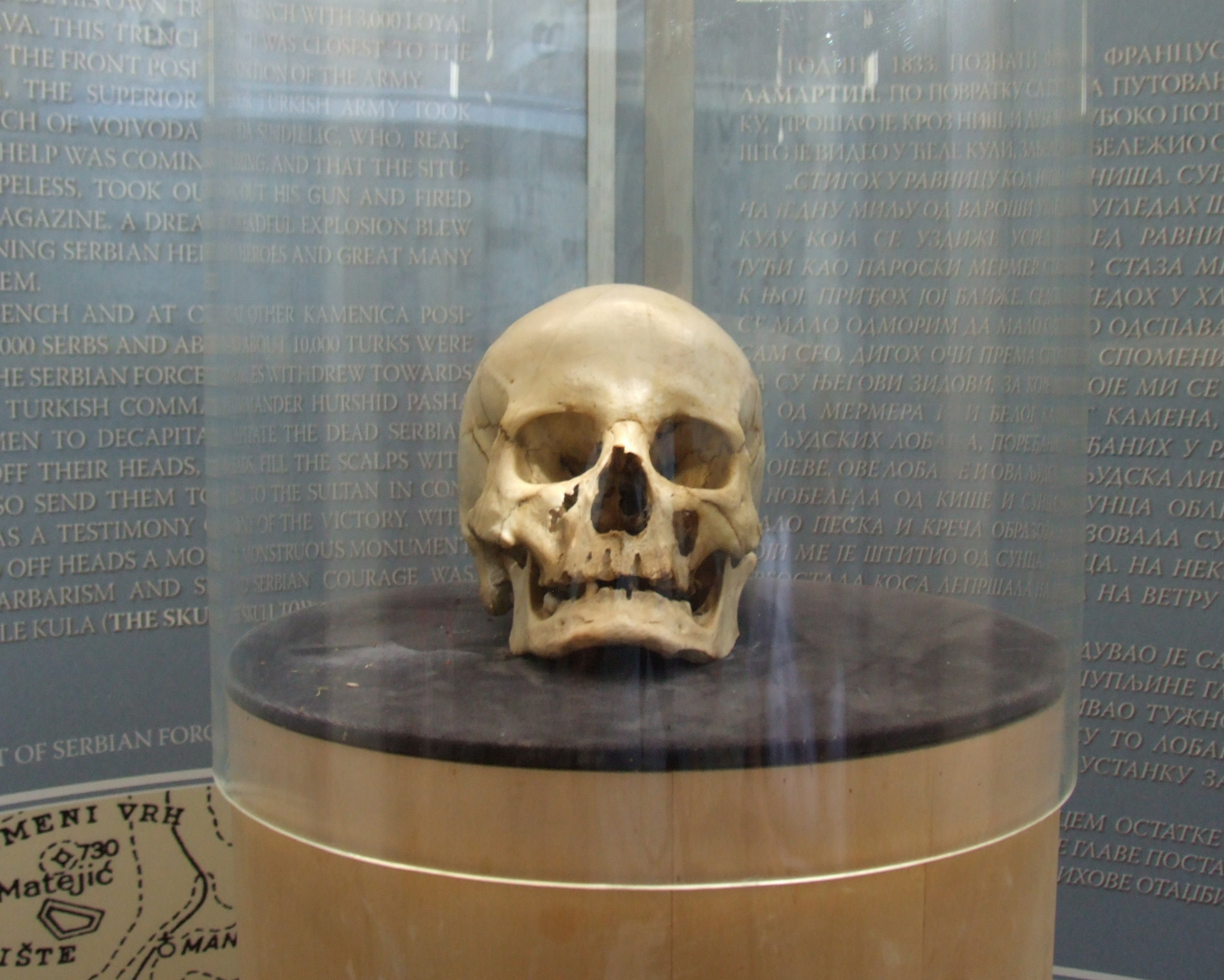
Le crâne de Stevan Sinđelić.
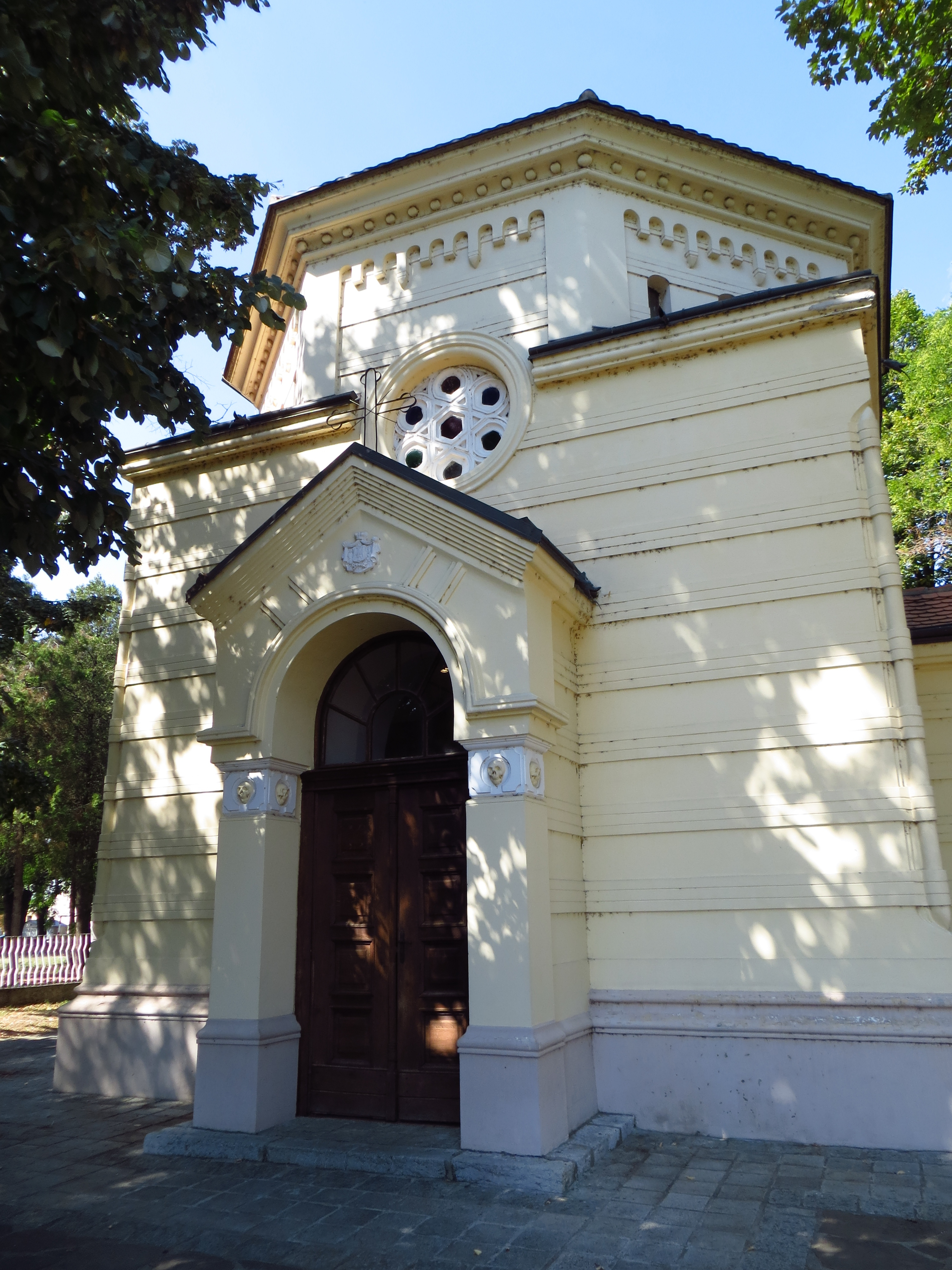
La chapelle qui abrite la tour.
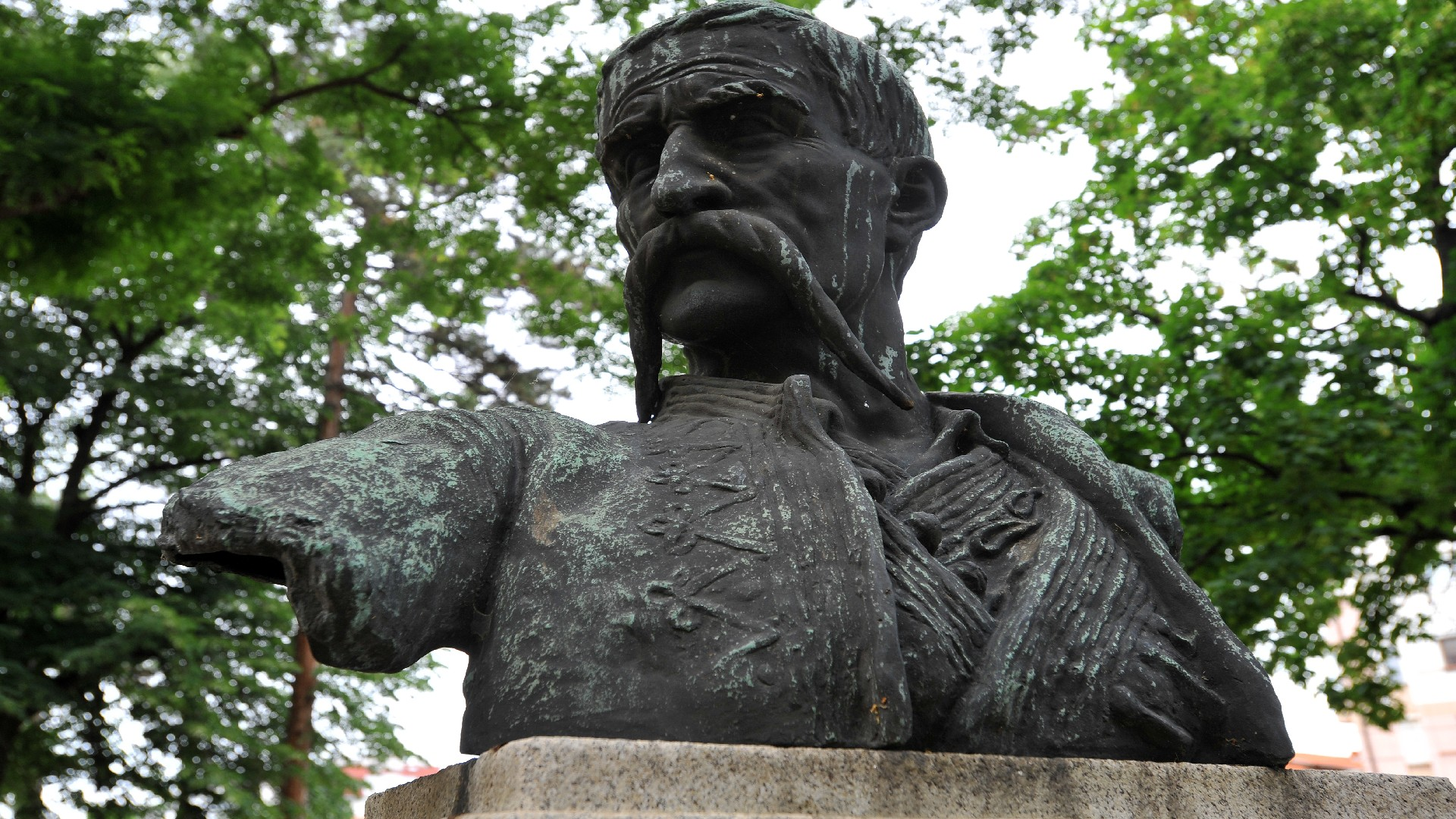
Détail du monument à Stevan Sinđelić devant la chapelle.

## Dans la culture populaire
La couverture de l'album Istina produit par le groupe de hard rock Riblja Čorba en 1985, montrait les membres du groupe au milieu des crânes de Ćele kula.